# هالك غير المعقول: الدمار المطلق
هالك غير المعقول: الدمار المطلق؛ هي لعبة أكشن ومغامرات وعالم مفتوح مطورة من قبل راديكال الترفيهية، نُشرت من قبل ألعاب فيفندي العالمية (ألعاب في يو)، مبنيةً على إحدى شخصيات قصص مارفل المصورة (هالك). أُصدرت اللعبة في 24 أغسطس 2005 في الولايات المتحدة، و9 سبتمبر 2005 في أوروبا.

## اللعب
هالك غير المعقول: الدمار الشامل؛ هي لعبة أكشن ومغامرات من منظور الشخص الثالث، إذ يتحكم اللاعب بهالك، ذي القوة الخارقة والشخصية البديلة للعالم بروس بانر، متأثرًا باقتراحات منوِّمة لمعالج بروس النفسي دكتور ليونارد سامسون. هالك مكلف بمهمة تجميع موارد من أجل آلة ستعافي بانر من الإصابة التي تجعله يتحول إلى هالك. بين كل مهمة تابعة للقصة، يمكن لهالك استكشاف عالم اللعبة والتشابك في مهمات جانبية، مثل: لعب أشواط من الجولف بكرات عملاقة والمضارب، أو حمل الإسعاف إلى المستشفى. يتتبع موقعه على الخريطة من طريق الرادار في أسفل الزاوية اليسرى على الشاشة، وتمثل عددًا من الأيقونات أهداف المهمة؛ مثلًا، تمثل القبضة الحمراء أن شيئًا يجب أن يدمر، بينما يمثل الدرع الأزرق أن شيئًا يجب حمايته. تتمثل قاعدة سامسون بأيقونة بيت أخضر.
يستطيع هالك أن يقفز مسافات كبيرة، ويركض أعلى وبجانب الحائط، ويتسلق، إضافةً إلى سلسلة من الضربات البسيطة والالتقاط لاستعماله ضد شخصيات الأعداء، إذ يستطيع هالك إمساك أشياء متعددة واستعمالها سلاحًا، مثل استعمال عمود الإضاءة بمثابة مضرب، ويمكنه رفع أشياء أكبر (مثل سيارات والدبابات) وإلقاءها من أجل قتل مجموعة من الأعداء عن بعد. تتمثل صحة الهالك بشريط في أعلى الزاوية اليسرى على الشاشة، بينما يزداد الشريط الثاني كلما تضرر هالك أو دمر ممتلكات. عندما يمتلأ هذا الشريط، يدخل هالك حالة «الكتلة الحادة»، فيستطيع استعمال أكثر الهجمات القوية والمدمرة. ولكن، استعمال هذه الحركات تقلل من الشريط، ما يؤدي إلى خروج هالك من الكتلة الحادة. عندما تسقط صحة هالك إلى مستوى معين، يدخل هالك حالة «اندفاع الأدرينالين»، وهي مشابهة للكتلة الحادة، إذ يستطيع أن يستعمل الحركات نفسها من غير تقليل شريط الكتلة الحادة.  
إذا تسبب هالك بدمار وحشي في أثناء لعب التجول الحر، المؤشر من أجل «عداد إجابة الطوارئ» في أعلى الزاوية اليمنى على الشاشة سوف يمتد. عندما يُضاء النور في وسط المؤشر، سيرسل فريق القصف العسكري لقتال هالك. إنجاز المهمات، وتدمير الممتلكات، وهزيمة الأعداء تمنح هالك «نقاط تحطيم»، التي يمكن استعمالها لشراء حركات جديدة في قاعدة سامسون. تتضمن بعض الحركات طرائق جديدة لتسليح الأشياء، مثل استعمال نصفي سيارة بمثابة قفازات معدنية، أو استعمال سيارة مسطحة درعًا. تفتح كل مهمة عند إكمالها حركات جديدة يمكن شراؤها. لدى بعض الحركات اعتمادات، ولن تتوفر حتى تُشترى الحركات القائمة عليها. وتختبئ على طوال العالم أغلفة كتب مصورة (60 غلافًا) من سلسلة هالك غير المعقول يمكن تجميعها، التي تفتح مجموعة من المكافآت.

## الحبكة
قضى العالم بروس بانر سنوات في العزل الفردي، باحثًا عن علاج محتمل للبلاء، الذي يحوله إلى هالك، عندما يكون غاضبًا أو قلقًا. صَنعَ جهازًا تجريبيًا مقصودًا لتعديل لاوعيه، وإصلاح الضرر النفسي، الذي وقع عليه بسبب صدمة في الطفولة، وبالتالي إخضاع هالك، إضافةً إلى شخصية أخرى أكثر تهديدًا، التي تنبثق من داخله. يعمل بجانب دكتور ليونارد سامسون على العلاج النفسي، ويكمل بانر الجهاز تقريبًا، ولكن القوات العسكرية بقيادة يميل بلونسكي تدمر مخبأه في الغابة. بهروب بانر على شكل هالك، يأخذ بلونسكي الجهاز من بقايا المخبأ، ويأخذ جرعة من إشعاعات جاما. يعيد بانر التجمع مع سامسون، الذي يجهز بانر بالجهاز الذي يزرع اقتراحات بعد التنويم، ويستحدث حلقات مصطنعة من الغضب، ويسمح له بدرجة من السيطرة على هالك. يرسل سامسون هالك في مهمات عديدة حول المدينة والمناطق السيئة، أما للمساعدة في بناء الآلة أو لمنع حضور بلونسكي الدائم المستمر.
على الصعيد الآخر، ينمو العداء المتبادل بين بلونسكي وقائده المتفوق روز الصاعقة إلى عداء مفتوح، بسبب تجاوز سلطة بلونسكي لتأمين سجين مجهول، وتوجيه المهمة، في قاعدة أبحاث عسكرية سرية معروفة بالقبو. بعد جدال مع روز، يفقد بلونسكي السيطرة ويتحول إلى مخلوق عملاق يشبه السحلية معروف بالخراب. يذهب في حالة هيجان حتى يصل إلى هالك ويهزمه. عند هروب هالك، يرجع بلونسكي إلى طبيعته، ويقول لرجاله إن الحطام هو من فعل هالك. يُرسل هالك إلى مصنع للطاقة النووية لامتلاك أعواد الوقود، ويواجه ميرسي حارسة بلونسكي الشخصية. بناءً على هزيمتها، تحاول ميرسي كشف المغزى الحقيقي لتوجيه المهمة، ولكنها تُقتل عندما يطلب بلونسكي قصفًا جويًا على المصنع. على خلاف هروب بانر بحياته، الضغط العصبي من الوضع يأخذ مجرى وتبديل شخصيته الشريرة، هالك الشيطان، يبدأ بالظهور.
تحت تأثير هالك الشيطان، يدمر هالك مباني المدنيين، ويقتل العديد من الأبرياء، تحت وهم أن سامسون يأمره أن يدمر مناطق الجيش. عندما يرسل سامسون هالك في مهمة لاسترجاع حزمة من موقع تجارب الجيش، جُذب إلى كمين، وانضم سامسون إلى جهة روز، خوفًا من تهديد هالك الخارج عن السيطرة. يواجه روز هالك في عملاق آلي مضاد لهالك، الذي يدمره هالك. دون خيار، يضع سامسون هالك في النوم مع جهاز التنويم خاصته. يُؤخذ بانر إلى القبو، حيث يجهز بلونسكي لفتح عقل بانر للعثور على سر التحكم على التحولات المبنية على جاما. يصحب عذاب تحقيق بانر قوة هالك الشيطان، ويتحرر هالك. يتحول بلونسكي إلى المدمر عندما يحوطه هالك، كاشفًا عن هويته إلى الجيش. ملقيًا اللوم على هالك لتدمير حياته، يهرب المدمر من القبو، إضافةً إلى هالك. يواجه بانر سامسون لخيانته، ولكن يسامحه عندما يكشف سامسون أنه استعمل أسر بانر لتأمين عنصر مهم جدًا للآلة. قبل الانتهاء من الآلة، ومع ذلك، يكتشف روز قاعدة سامسون ويأمر بتدميرها. يدافع هالك عن الكنيسة في أثناء قيام سامسون بالتعديلات الأخيرة. باستعمال الآلة المنتهية للدخول إلى عقله، يهزم بانر هالك الشيطان ويمحوه.